# Язданизм
Язданизм — условное название группы религиозных течений, распространённых среди курдов и восходящих к их доисламским верованиям. Включает алевизм, ахл-и хакк (али-илахи) и езидизм.
Предполагается, что язданизм был основной религией курдов до их обращения в ислам в течение Χ-XVI веков. В процессе этого он испытал значительное влияние ислама, и сейчас большинство его приверженцев формально считаются мусульманами, а сами течения — направлениями в шиизме.